# Perkoz sędziwy
Perkoz sędziwy (Poliocephalus poliocephalus) – gatunek średniej wielkości ptaka z rodziny perkozów (Podicipedidae), zamieszkujący Australię. Nie jest zagrożony.
TaksonomiaTakson ten opisali William Jardine i Prideaux John Selby w 1827 roku. Nie wyróżnia się podgatunków.
MorfologiaDługość ciała 27–30 cm; masa ciała 220–260 g. Obie płcie są do siebie podobne, choć samce są nieco większe i mają dłuższe dzioby.
WystępowanieJest szeroko rozpowszechnionym gatunkiem perkoza, preferującym duże, otwarte akweny niemalże całej Australii. Spotykany również na terenach tymczasowych rozlewisk w centrum kontynentu. Zamieszkuje także Tasmanię. Sporadycznie zalatuje na Nową Zelandię, a w sezonie lęgowym 1977–78 zaobserwowano tam dwie gniazdujące pary.
EkologiaŻywi się różnego rodzaju drobnymi stawonogami i zazwyczaj ignoruje drobne ryby.
Gnieździ się w koloniach liczących nawet 400 gniazd. Gniazdowanie w koloniach wyróżnia go spośród innych gatunków perkozów. Czasami zdarza się jednak, że gniazduje w samotnych parach. Zazwyczaj odbywa lęgi raz rocznie. W gnieździe znajduje się od 3 do 5 jaj. Są one białe, ale szybko ulegają zabrudzeniu na brązowo. Inkubacja trwa 20–25 dni i zajmują się nią oboje rodzice.
StatusMiędzynarodowa Unia Ochrony Przyrody (IUCN) uznaje perkoza sędziwego za gatunek najmniejszej troski (LC – Least Concern) nieprzerwanie od 1988 roku. Obecnie dokładna liczba populacji nie jest znana. Ocenia się ją na około 500 000 osobników. Trend liczebności populacji uznawany jest za stabilny, ale fluktuujący ze względu na fluktuacje poziomów wody.